# Santo Stefano di Sessanio
Santo Stefano di Sessanio là một đô thị thuộc tỉnh L'Aquila trong vùng Abruzzo của Ý. Ý. Đô thị này có diện tích 33 km², dân số 118 người. Các đô thị giáp ranh gồm: Barisciano, Calascio, Carapelle Calvisio, Castelvecchio Calvisio, Isola del Gran Sasso d'Italia (TE), L'Aquila